# Ruhrstadion
Ruhrstadion, eller Vonovia Ruhrstadion på grund av sponsor avtal, är en fotbollsarena i Bochum, Nordrhein-Westfalen, Tyskland. Arenan är hemmaplan för VfL Bochum och har en kapacitet på 29 299 åskådare.

## Historia
1911 hyrde Spiel und Sport Bochum en äng av en lokal bonde som deras nya hemmaplan. Den första matchen som spelades där var mot VfB Hamm inför 500 åskådare. TuS Bochum byggde inte någon arena förrän efter första världskriget, så sent som 1921.
Arenan har en kapacitet på 29 299 åskådare. Från början var kapaciteten över 50 000 men detta har minskat på grund av flera förändringar.
Arenan byggdes ut mellan mars 1976 och juli 1979 och den första matchen spelades mellan VfL Bochum och SC Wattenscheid 09 den 21 juli 1979. Utbyggnaden skulle tekniskt sett kunna räknas som en total ombyggnad men officiellt är det en utbyggnad på grund av juridiska skäl.
David Bowie framträdde på arenan under hans Serious Moonlight-turné den 15 juni 1983.
Arenan var värd för en UEFA Champions League-match mellan CSKA Moskva och Rangers i december 1992. Matchen kunde inte spelas i Moskva på grund av vädret.
År 2006 skrevs ett femårs avtal för namnrättigheterna med Stadtwerke Bochum, namnet ändrades till ”rewirpowerSTADION”.